# Problema di Lambert
In meccanica celeste, il problema di Lambert riguarda la determinazione di un'orbita partendo da due vettori di posizione e dal tempo di volo. È stato risolto dal matematico svizzero Johann Heinrich Lambert. Ha importanti applicazioni nell'ambito dei rendezvous e delle manovre orbitali.
Si supponga che un corpo, sotto l'influenza di una forza gravitazionale, venga osservato mentre si sposta da un punto P1 fino al punto P2, lungo una determinata traiettoria conica, in un tempo T. In tale ipotesi, il teorema di Lambert afferma che il tempo di volo dipende da alcuni parametri geometrici del problema. Più precisamente, l'enunciato del teorema è il seguente:
Espresso in un altro modo, il problema di Lambert può essere formulato imponendo determinate condizioni al contorno all'equazione differenziale del problema dei due corpi
{\displaystyle {\ddot {\bar {r}}}=-\mu \cdot {\frac {\hat {r}}{r^{2}}}},
per la quale l'orbita kepleriana è la soluzione generale.

## Formulazione esatta
La formulazione precisa del problema di Lambert è la seguente.
Sono dati due differenti momenti temporali {\displaystyle t_{1}} e {\displaystyle t_{2}} e due vettori di posizione {\displaystyle {\bar {r}}_{1}=r_{1}{\hat {r}}_{1}} e {\displaystyle {\bar {r}}_{2}=r_{2}{\hat {r}}_{2}}.

Trovare la soluzione {\displaystyle {\bar {r}}(t)} che soddisfa l'equazione differenziale di prima per cui
{\displaystyle {\bar {r}}(t_{1})={\bar {r}}_{1}}
{\displaystyle {\bar {r}}(t_{2})={\bar {r}}_{2}}.

## Analisi geometrica preliminare
I tre punti

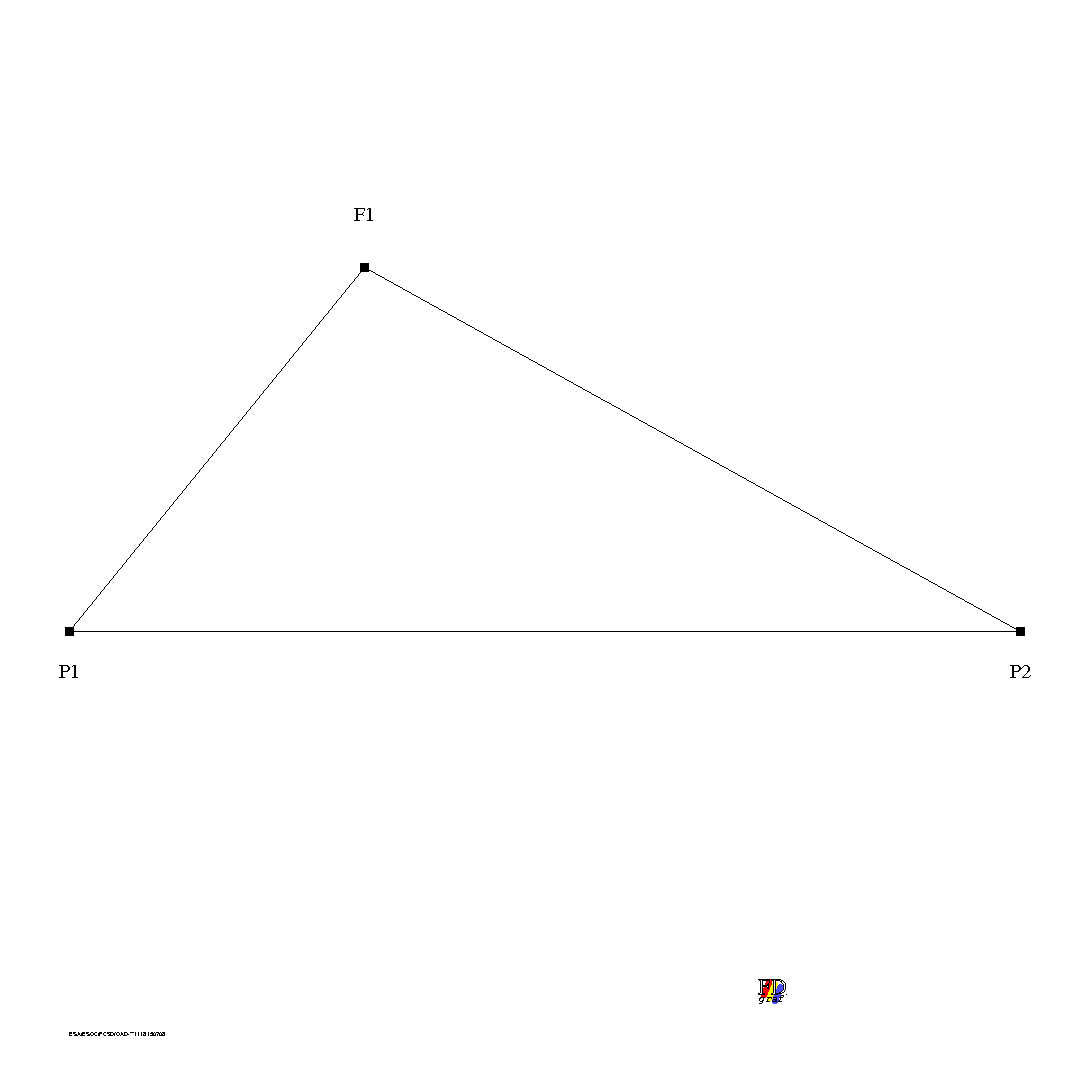
Figura 1:
, l'origine della forza gravitazionale;
, il punto corrispondente al vettore ;
, il punto corrispondente al vettore.

{\displaystyle F_{1}}, origine della forza gravitazionale,

{\displaystyle P_{1}}, punto corrispondente al vettore {\displaystyle {\bar {r}}_{1}},

{\displaystyle P_{1}}, punto corrispondente al vettore {\displaystyle {\bar {r}}_{2}},

formano un triangolo nel piano definito dai vettori {\displaystyle {\bar {r}}_{1}} e {\displaystyle {\bar {r}}_{2}} e rappresentato nella figura 1. La distanza tra i punti {\displaystyle P_{1}} e {\displaystyle P_{2}} è {\displaystyle 2d}, la distanza tra {\displaystyle P_{1}} e {\displaystyle F_{1}} è {\displaystyle r_{1}=r_{m}-A} e la distanza tra {\displaystyle P_{2}} e {\displaystyle F_{1}} è {\displaystyle r_{2}=r_{m}+A}. Il valore di {\displaystyle A} è positivo o negativo a seconda di quale tra i punti {\displaystyle P_{1}} e {\displaystyle P_{2}} sia più distante da {\displaystyle F_{1}}. Il problema geometrico da risolvere è di trovare un'ellisse che attraversi i punti {\displaystyle P_{1}} e {\displaystyle P_{2}} e abbia un fuoco in {\displaystyle F_{1}}.

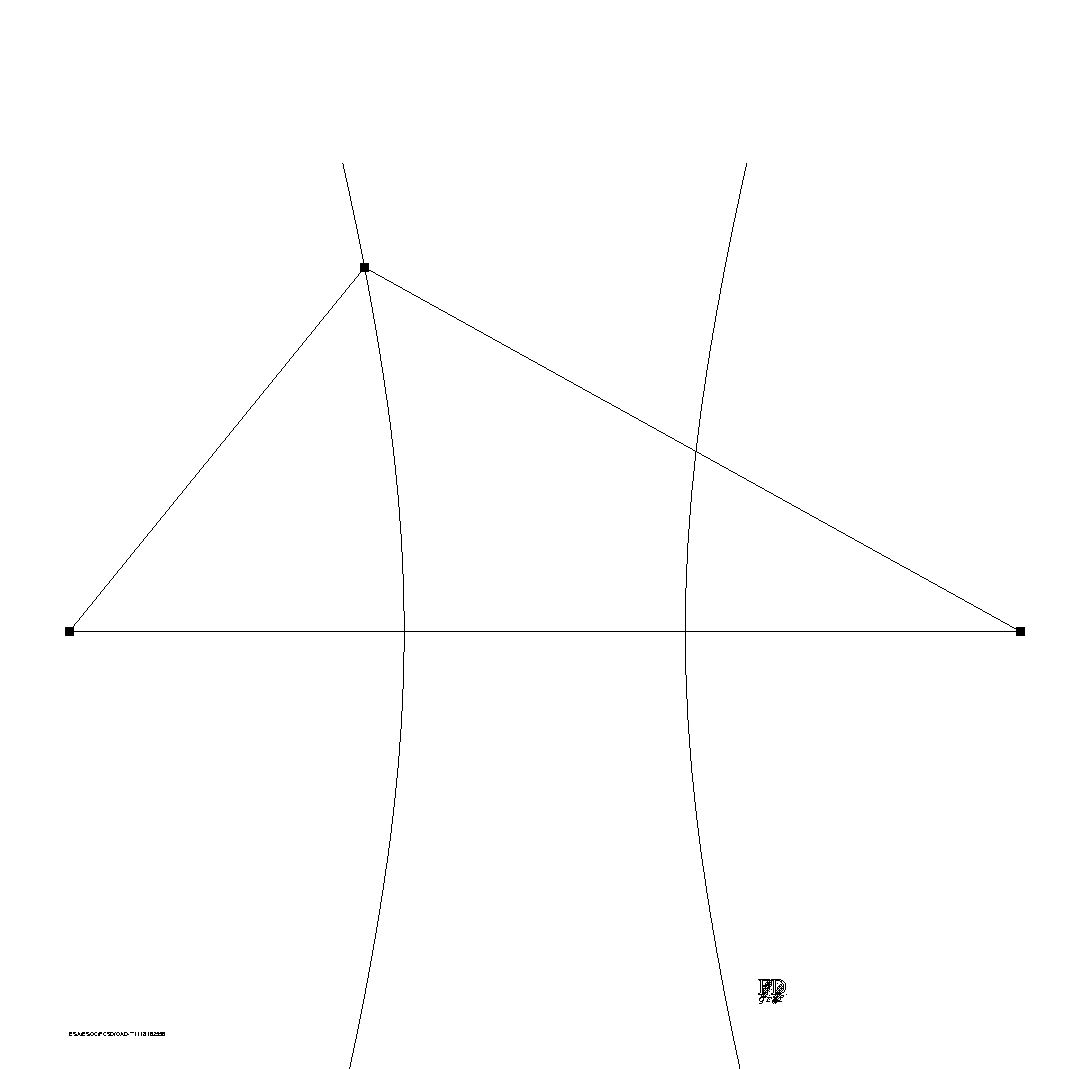
Figura 2: l'iperbole con i fuochi nei punti e e passante per il punto.

I punti {\displaystyle F_{1}}, {\displaystyle P_{1}} e {\displaystyle P_{2}} definiscono un'iperbole che attraversa il punto {\displaystyle F_{1}} e ha i fuochi nei punti {\displaystyle P_{1}} e {\displaystyle P_{2}}, come mostrato in figura 2. Il punto {\displaystyle F_{1}} può trovarsi o sul ramo destro o su quello sinistro dell'iperbole, a seconda del segno di {\displaystyle A}. Il semiasse maggiore dell'iperbole è {\displaystyle \left|A\right|} e l'eccentricità {\displaystyle E} è {\displaystyle {\frac {d}{\left|A\right|}}}.
L'equazione dell'iperbole, in coordinate cartesiane, è
{\displaystyle {\frac {x^{2}}{A^{2}}}-{\frac {y^{2}}{B^{2}}}=1\quad (1)}
con
{\displaystyle B=\left|A\right|{\sqrt {E^{2}-1}}={\sqrt {d^{2}-A^{2}}}\quad (2)}
Per ogni punto sullo stesso ramo dell'iperbole a cui appartiene {\displaystyle F_{1}} la differenza tra le distanze dai punti {\displaystyle P_{1}} e {\displaystyle P_{2}} è
{\displaystyle r_{2}-r_{1}=2A\quad (3)}
Per ogni punto {\displaystyle F_{2}} sull'altro ramo dell'iperbole la relazione corrispondente è
{\displaystyle s_{1}-s_{2}=2A\quad (4)}
cioè
{\displaystyle r_{1}+s_{1}=r_{2}+s_{2}\quad (5)}

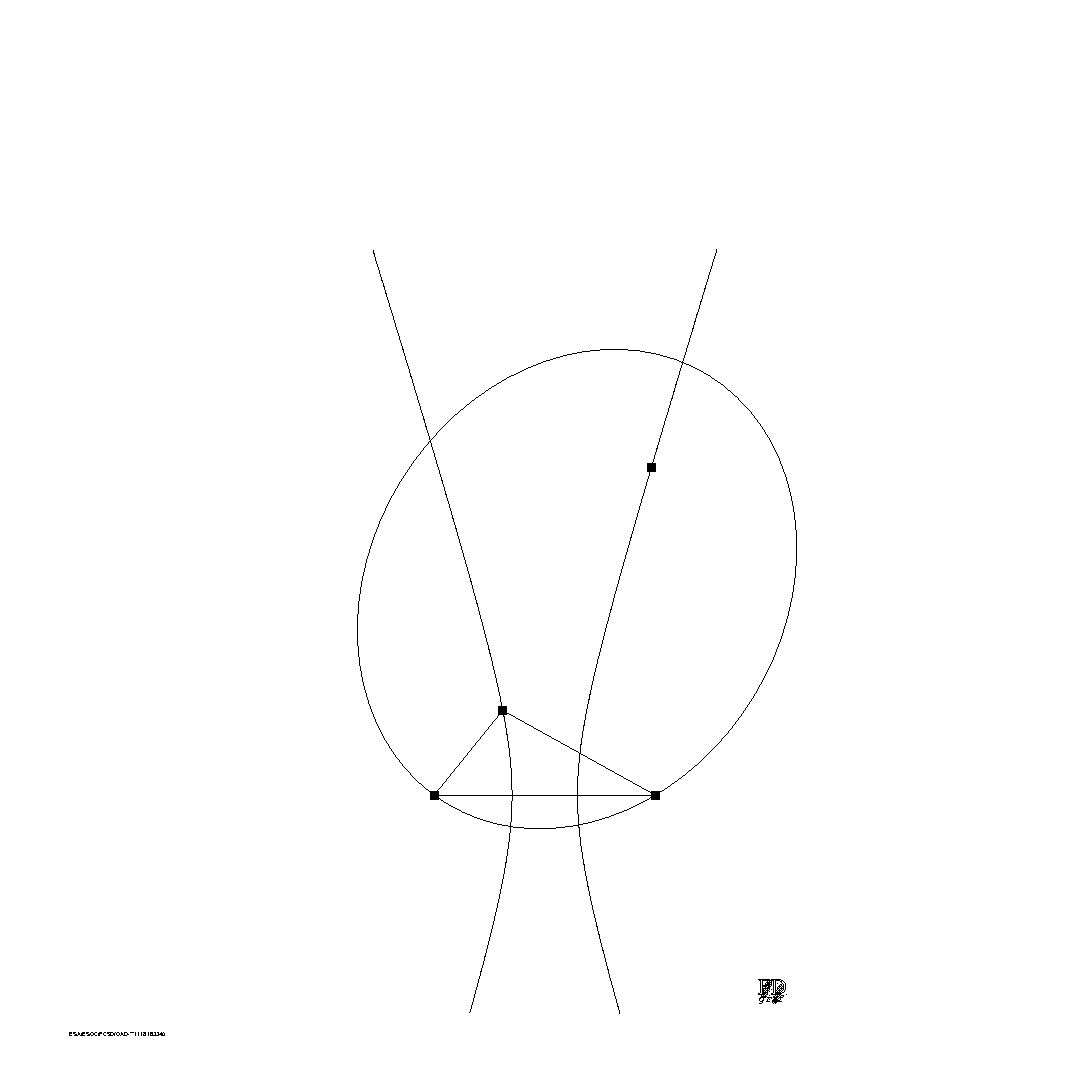
Figura 3: l'ellisse con i fuochi nei punti e e passante per i punti e.

Questo significa che i punti {\displaystyle P_{1}} e {\displaystyle P_{2}} appartengono entrambi all'ellisse che ha come fuochi i punti {\displaystyle F_{1}} e {\displaystyle F_{2}} e semiasse maggiore
{\displaystyle a={\frac {r_{1}+s_{1}}{2}}={\frac {r_{2}+s_{2}}{2}}\quad (6)}
L'ellisse risultante, scelto un punto {\displaystyle F_{2}} arbitrario, è mostrato nella figura 3.

## Soluzione del problema di Lambert per un'orbita ellittica
Prima di tutto si considerano due casi separati a seconda che il polo orbitale abbia direzione {\displaystyle {\bar {r}}_{1}\times {\bar {r}}_{2}} oppure {\displaystyle -{\bar {r}}_{1}\times {\bar {r}}_{2}}. Nel primo caso l'angolo di trasferimento {\displaystyle \alpha } per il primo passaggio attraverso {\displaystyle {\bar {r}}_{2}} sarà compreso nell'intervallo {\displaystyle 0<\alpha <180^{\circ }}, mentre nel secondo caso sarà compreso nell'intervallo {\displaystyle 180^{\circ }<\alpha <360^{\circ }}. Quindi {\displaystyle {\bar {r}}(t)} continuerà a passare attraverso {\displaystyle {\bar {r}}_{2}} ad ogni rivoluzione orbitale.
Nel caso in cui {\displaystyle {\bar {r}}_{1}\times {\bar {r}}_{2}=0}, come ad esempio nel caso in cui {\displaystyle {\bar {r}}_{1}} e {\displaystyle {\bar {r}}_{2}} abbiano direzione opposta, tutti i piani orbitali che contengono la linea corrispondente sono ugualmente adatti e l'angolo di trasferimento {\displaystyle \alpha } per il primo passaggio attraverso {\displaystyle {\bar {r}}_{2}} sarà di {\displaystyle 180^{\circ }}.
Per ogni {\displaystyle \alpha } per cui sia {\displaystyle 0<\alpha <\infty }, nel triangolo formato dai punti {\displaystyle P_{1}}, {\displaystyle P_{2}} e {\displaystyle F_{1}}, come mostrato in figura 1, si ha
{\displaystyle d={\frac {\sqrt {{r_{1}}^{2}+{r_{2}}^{2}-2r_{1}r_{2}\cos \alpha }}{2}}\quad (7)}
e il semiasse maggiore (con segno) dell'iperbole è
{\displaystyle A={\frac {r_{2}-r_{1}}{2}}\quad (8)}
L'eccentricità (con segno) dell'iperbole è
{\displaystyle E={\frac {d}{A}}\quad (9)}
e il semiasse minore è
{\displaystyle B=\left|A\right|{\sqrt {E^{2}-1}}={\sqrt {d^{2}-A^{2}}}\quad (10)}
Le coordinate del punto {\displaystyle F_{1}} relative al sistema di coordinate canoniche per l'iperbole sono
{\displaystyle x_{0}=-{\frac {r_{m}}{E}}\quad (11)}
(notare che {\displaystyle E} ha il segno di {\displaystyle r_{2}-r_{1}})
{\displaystyle y_{0}=B{\sqrt {{\left({\frac {x_{0}}{A}}\right)}^{2}-1}}\quad (12)}
dove
{\displaystyle r_{m}={\frac {r_{2}+r_{1}}{2}}\quad (13)}
Scegliendo la coordinata y del punto {\displaystyle F_{2}} sull'altro ramo dell'iperbole come parametro libero, la coordinata x di {\displaystyle F_{2}} è
{\displaystyle x=A{\sqrt {1+{\left({\frac {y}{B}}\right)}^{2}}}\quad (14)}
(notare che {\displaystyle A} ha il segno di {\displaystyle r_{2}-r_{1}})
Il semiasse maggiore dell'ellisse passante per i punti {\displaystyle P_{1}} e {\displaystyle P_{2}} e avente i fuochi nei punti {\displaystyle F_{1}} e {\displaystyle F_{2}} è
{\displaystyle a={\frac {r_{1}+s_{1}}{2}}={\frac {r_{2}+s_{2}}{2}}={\frac {r_{m}+Ex}{2}}\quad (15)}
La distanza tra i fuochi è
{\displaystyle {\sqrt {(x_{0}-x)^{2}+(y_{0}-y)^{2}}}\quad (16)}
e l'eccentricità è di conseguenza
{\displaystyle e={\frac {\sqrt {(x_{0}-x)^{2}+(y_{0}-y)^{2}}}{2a}}\quad (17)}
L'anomalia vera {\displaystyle \theta _{1}} nel punto {\displaystyle P_{1}} dipende dalla direzione del moto, ovvero dal segno di {\displaystyle \sin \alpha }. In entrambi i casi si ha che
{\displaystyle \cos \theta _{1}=-{\frac {(x_{0}+d)f_{x}+y_{0}f_{y}}{r_{1}}}\quad (18)}
dove
{\displaystyle f_{x}={\frac {x_{0}-x}{\sqrt {(x_{0}-x)^{2}+(y_{0}-y)^{2}}}}\quad (19)}
{\displaystyle f_{y}={\frac {y_{0}-y}{\sqrt {(x_{0}-x)^{2}+(y_{0}-y)^{2}}}}\quad (20)}
è il versore che rappresenta la direzione da {\displaystyle F_{2}} a {\displaystyle F_{1}} espresso in coordinate canoniche.
Se {\displaystyle \sin \alpha } è positivo, allora
{\displaystyle \sin \theta _{1}={\frac {(x_{0}+d)f_{y}-y_{0}f_{x}}{r_{1}}}\quad (21)}
Se {\displaystyle \sin \alpha } è negativo, invece
{\displaystyle \sin \theta _{1}=-{\frac {(x_{0}+d)f_{y}-y_{0}f_{x}}{r_{1}}}\quad (22)}
Essendo
- il semiasse maggiore {\displaystyle a},
- l'eccentricità orbitale {\displaystyle e},
- l'anomalia vera iniziale {\displaystyle \theta }

funzioni note del parametro y, il tempo necessario all'anomalia vera per aumentare di un valore {\displaystyle \alpha } è anch'esso una funzione nota di y. Se {\displaystyle t_{2}-t_{1}} è nell'intervallo che si può ottenere con un'orbita kepleriana ellittica, il valore di y corrispondente può essere ottenuto con un algoritmo iterativo.
Nel caso particolare che si abbia {\displaystyle r_{1}=r_{2}} (o molto simili), si ha che {\displaystyle A=0} e l'iperbole si riduce ad un'unica linea ortogonale alla congiungente di {\displaystyle P_{1}} con {\displaystyle P_{2}} con equazione
{\displaystyle x=0\quad (1')}
Le equazioni (11) e (12) sono quindi sostituite con
{\displaystyle x_{0}=0\quad (11')}
{\displaystyle y_{0}={\sqrt {{r_{m}}^{2}-d^{2}}}\quad (12')}
la (14) è sostituita con
{\displaystyle x=0\quad (14')}
e la (15) con
{\displaystyle a={\frac {r_{m}+{\sqrt {d^{2}+y^{2}}}}{2}}\quad (15')}

## Esempio numerico
Si assumano i seguenti valori per un'orbita kepleriana centrata sulla Terra:
- r1 = 10 000 km
- r2 = 10 000 km
- α = 100°

Scegliendo un valore di y = 30 000 km, si ottiene un tempo di trasferimento di 3072 secondi, assumendo la costante gravitazionale uguale a μ = 398 603 km3/s2. I corrispondenti parametri orbitali sono:
- semiasse maggiore = 23 001 km;
- eccentricità = 0,566613;
- anomalia vera al tempo t1 = -7,577°;
- anomalia vera al tempo t2 = 92,423°.

Ponendo invece:
- r1 = 10 000 km
- r2 = 10 000 km
- α = 260°

si ottiene la stessa orbita ellittica, ma la rotazione avviene nella direzione opposta e si ha:
- anomalia vera al tempo t1 = 7,577°;
- anomalia vera al tempo t2 = 267,577° = 360° - 92,423°

e un tempo di trasferimento di 31 645 secondi.
Le componenti radiale e tangenziale della velocità sono date da:
{\displaystyle V_{r}={\sqrt {\frac {\mu }{p}}}\cdot e\cdot \sin \theta }
{\displaystyle V_{t}={\sqrt {\frac {\mu }{p}}}\cdot (1+e\cdot \cos \theta )}

## Applicazioni pratiche
Normalmente questo algoritmo viene utilizzato per risolvere il problema di Lambert nella progettazione di missioni interplanetarie. Ad esempio, un veicolo spaziale che si sposti dalla Terra verso Marte può essere considerato in prima approssimazione su di un'orbita kepleriana ellittica eliocentrica dalla posizione della Terra al momento del lancio alla posizione di Marte al momento dell'arrivo. Confrontando i vettori delle velocità iniziale e finale per la Terra e Marte si può ottenere una buona stima dell'energia di lancio richiesta e delle manovre necessarie per l'inserimento nell'orbita marziana.